# Rivolta del Gruppo Wagner
La rivolta del gruppo Wagner (vicenda nota anche come marcia su Mosca o ribellione di Prigožin) è stata una sedizione armata iniziata il 23 giugno 2023 da parte della Compagnia militare privata "Wagner" contro le forze terrestri russe, a seguito delle crescenti tensioni tra il suo fondatore e dominus Evgenij Prigožin, il ministro della difesa russo, Sergej Šojgu, e il capo di stato maggiore della difesa russo, Valerij Gerasimov.
Nel corso della giornata del 24 giugno le forze di Prigožin presero il controllo di Rostov sul Don e del quartier generale del distretto militare meridionale, avanzando successivamente verso Mosca in una colonna motorizzata. A seguito di negoziati con il presidente bielorusso Aljaksandr Lukašėnka, Prigožin ha accettato di fermare l'avanzata verso Mosca e di ritirarsi da Rostov sul Don. Nel frattempo, il servizio di sicurezza federale russo (FSB) ha aperto un caso per ribellione armata ai sensi dell'articolo 279 del codice penale, ma il 27 giugno lo ha archiviato ritirando le accuse affermando che i ribelli avevano "cessato le azioni direttamente volte a commettere un crimine".
Prigožin ha descritto la ribellione come una vendetta contro quello che ha definito essere un affronto alle sue forze mercenarie da parte del ministero. Ha inoltre accusato il ministro della Difesa, Sergej Šojgu, di giustificare l'invasione russa dell'Ucraina, conducendola a beneficio delle élite russe, e lo ha incolpato per i fallimenti militari della Russia in Ucraina.
In un discorso alla nazione, Putin ha affermato che le azioni del Gruppo Wagner sono state un atto di tradimento descrivendole come una "pugnalata alla schiena" durante la guerra russo-ucraina, e minacciando di compiere "passi severi" per sopprimere l'ammutinamento. Il ministero della Difesa ha negato le affermazioni di Prigožin di un attacco alle sue forze, mentre il generale russo Sergej Surovikin ha invitato il Gruppo Wagner a deporre le armi.
Almeno tredici militari dell'esercito russo sono stati uccisi durante l'ammutinamento, mentre due disertori militari russi sono stati uccisi combattendo per il Gruppo Wagner.

## Contesto

### Il gruppo Wagner ed Evgenij Prigožin
Evgenij Prigožin è stato descritto come un confidente del presidente russo Vladimir Putin. Nel 2014 Prigožin fondò il Gruppo Wagner, una compagnia militare privata.
Evgenij Prigožin divenne conosciuto per il suo giro d'affari a San Pietroburgo, principalmente nel settore della ristorazione. La crescita della sua importanza favorì la nascita di un dialogo con Vladimir Putin, che all'epoca era coinvolto nella politica della città. Nel corso degli anni Prigožin divenne uno stretto confidente personale di Putin.
Nel 2014, Prigožin fondò il Gruppo Wagner, una compagnia militare privata russa. Nonostante in Russia fosse in vigore un divieto contro la formazione di compagnie militari private in Russia, la Wagner ha operato senza ostacoli sotto la tacita approvazione del governo.
Molti analisti hanno affermato che il governo russo abbia usato il Gruppo Wagner, per consentire una negazione plausibile, oscurare il bilancio delle vittime ed i costi finanziari degli interventi russi all'estero.
Fungendo da estensione della politica estera e militare russa, il Gruppo Wagner è emerso come una rilevante forza di combattimento in varie regioni, compreso il conflitto del Donbass. Ha svolto un ruolo significativo durante l'intervento militare della Russia nella guerra civile siriana, sostenendo il presidente siriano Bashar al-Assad, e ha combattuto nella guerra del Mali, in Libia e nella Repubblica Centrafricana. Il Gruppo Wagner ha guadagnato notorietà per le sue tattiche brutali e il coinvolgimento in crimini di guerra in Africa, Medio Oriente e Ucraina, commettendo atrocità senza subire conseguenze. Il gruppo mantiene stretti legami con diversi governi africani e spesso, tramite compagnie e società legate al gruppo, lucra dallo sfruttamento delle risorse naturali in cambio della lotta al fianco delle forze locali contro i ribelli antigovernativi.

### La critica di Prigožin all'élite russa
Secondo il sito web di notizie Meduza, alla vigilia di un'invasione russa dell'Ucraina, Prigožin ha sviluppato relazioni difficili con la leadership russa, entrando in conflitto sia con il ministero della Difesa russo che con la presidenza russa. Prigožin ha criticato Sergej Šojgu per le attività svolte dall'esercito russo in Siria, affermando che l'esercito russo operava con "metodi obsoleti".
Prigožin si è infatti posizionato come una figura apertamente in conflitto con la classe dirigente militare russa, accusando ripetutamente quest'ultima di non proteggere gli interessi nazionali. Il 1º ottobre 2022, durante la controffensiva di Charkiv da parte dell'esercito ucraino che ha scacciato la Russia dalla maggior parte della regione, Prigožin ha criticato il comando russo, affermando che "tutti questi bastardi dovrebbero essere mandati al fronte scalzi con solo un mitra". A causa del suo aumento di influenza, Prigožin è stato uno dei pochi che ha osato lamentarsi dei comandanti militari con Putin. Prigožin ha anche criticato altri segmenti dell'élite russa, inclusi alcuni membri del parlamento russo e gli oligarchi russi, che ha accusato di cercare di "rubare tutto ciò che appartiene al popolo" durante la guerra. In una delle sue dichiarazioni, Prigožin ha criticato l'élite russa e i loro figli di godere di una vita lussuosa e spensierata mentre le persone comuni muoiono in guerra. Prigožin ha tracciato paralleli tra questa "divisione nella società" e quella precedente alla rivoluzione russa del 1917, avvertendo di possibili rivolte da parte di "soldati e dei loro cari" contro tale ingiustizia.

### Tentativi di limitare l'influenza di Prigožin
La crescita dell'influenza del gruppo Wagner è dovuta al fallimento dei piani iniziali dei vertici militari russi per sconfiggere rapidamente l'Ucraina. Nei primi mesi dell'invasione russa dell'Ucraina, l'esercito russo ha subito perdite significative, ma Putin ha annunciato una parziale mobilitazione solamente nel settembre 2022. In tali condizioni, le autorità russe iniziarono a reclutare attivamente mercenari affidandosi a gruppi di paramilitari per partecipare alle ostilità in Ucraina. Prigožin ha ricevuto risorse significative dal governo Russo, inclusa una propria aviazione, e il diritto di reclutare detenuti dalle carceri russe per essere inseriti nel gruppo Wagner in cambio della libertà. il gruppo si è così trasformato in un esercito privato al comando di Prigožin, operante al di fuori della legislazione russa e al di fuori della gerarchia militare della Federazione Russa. Il Ministero della difesa russo e lo stato maggiore russo vedendo aumentare la crescente influenza del gruppo paramilitare, iniziarono a cercare di limitare la crescente influenza di Prigožin. In contemporanea Prigožin iniziò a criticare pubblicamente il Ministero della Difesa con termini particolarmente duri e diretti.
Secondo funzionari degli Stati Uniti, Prigožin si è scontrato con il Ministero della difesa russo "per anni" prima dell'invasione russa dell'Ucraina del 2022, ma le relazioni si sono ulteriormente deteriorate durante quest'ultima fase. Assumendo maggiore rilevanza sul piano militare, Prigožin ha ricevuto consistenti risorse. Inoltre, la possibilità di reclutare detenuti dalle carceri ha permesso di ampliare enormemente il numero di combattenti del Gruppo Wagner. L'intelligence occidentale ha infatti stimato che il numero di membri della Wagner sia passato da "diversi migliaia" di combattenti intorno al 2017-2018 a circa 50 000 combattenti nel dicembre 2022, la maggioranza di questi detenuti reclutati dalle carceri russe.
Nonostante il governo fornisse risorse sempre più ampie, il Gruppo Wagner non ha mai ottenuto nessuna autorità legale. Prigožin non ha mai ricoperto nessuna posizione ufficiale, il che significa che tecnicamente non ha mai avuto nessuna autorità a cui rispondere. Inoltre, Prigožin è diventato un personaggio di rilievo internazionale, abbandonando la sua isolata vita personale e facendosi riprendere frequentemente dal fronte indossando divise militari. Il Gruppo Wagner cominciò ad essere visto come l'esercito privato di Prigožin, che operava al di fuori della legislazione russa e dell'ordine gerarchico militare del paese. Di conseguenza, si ritiene che il Ministero della Difesa russo e lo Stato Maggiore, insoddisfatti di questa situazione, iniziarono a cercare di limitare l'influenza crescente di Prigožin.

### Escalation durante la battaglia di Bachmut
Durante la battaglia di Bachmut le tensioni tra il Gruppo Wagner e il Ministero della Difesa raggiunsero un punto critico. Prigožin esprimeva ripetutamente la sua insoddisfazione per la scarsa fornitura di munizioni da parte del Cremlino minacciando di ritirare le sue forze a meno che le sue richieste non fossero state soddisfatte e incolpando specificamente il Ministro della Difesa Sergej Šojgu e il Capo di Stato Maggiore Valerij Gerasimov per la significativa perdita di vite tra i combattenti della Wagner. Secondo gli Stati Uniti, quasi la metà dei 20 000 soldati russi che hanno perso la vita in Ucraina dal dicembre 2022 al giugno 2023 erano combattenti del Gruppo Wagner morti nella battaglia di Bachmut.
Dopo la proclamazione della vittoria russa a Bachmut alla fine di maggio 2023, il Gruppo Wagner ha iniziato a ritirarsi dalla città, lasciando spazio alle truppe regolari. Durante questa fase di transizione i conflitti interni sono continuati tra la Wagner e l'esercito. Prigožin ha affermato che l'esercito ha cercato di attaccare le sue truppe in ritirata sia il 3 che il 5 giugno, sostenendo inoltre che l'esercito russo avesse minato la strada percorsa dalla Wagner durante il suo ritiro da Bachmut. Il 5 giugno 2023, Prigožin ha diffuso un video attraverso i suoi social media, che raffigurava il tenente colonnello Roman Venevitin della 72ª Brigata che confessava di aver ordinato alle sue truppe di aprire il fuoco sulle forze della Wagner in ritirata, presuntamente sotto l'influenza dell'alcol.
In varie occasioni il blogger militare ed ex Ministro della Difesa della Repubblica Popolare di Doneck Igor' "Strelkov" Girkin ha accusato Prigožin di cospirare per impiegare il Gruppo Wagner per un eventuale colpo di Stato in Russia. Girkin ha inoltre affermato che Prigožin stava violando attivamente le leggi russe sulla censura della guerra del 2022 criticando apertamente l'alto comando russo e che le sue forze erano effettivamente in uno stato di ammutinamento. Prigožin ha respinto queste accuse, affermando che il Gruppo Wagner non possedeva un esercito sufficientemente grande per attuare un colpo di Stato.
Contestualmente, Prigožin ha assistito a un aumento di popolarità tra il popolo russo. In un sondaggio condotto dal Levada Center a maggio, ai partecipanti è stato chiesto di identificare i politici in cui avevano maggiore fiducia e per la prima volta Prigožin è emerso come uno dei primi dieci nomi nella lista, segnando uno spostamento significativo nella sua percezione pubblica da persona non politica a figura politica di rilievo.

### Ordine di integrazione del Gruppo Wagner
Il 10 giugno 2023, il Vice Ministro della Difesa, Nikolaj Pankov, ha annunciato che entro il 1º luglio sarebbe stato richiesto alle "formazioni volontarie" di firmare contratti con il Ministero della Difesa russo. Sebbene la dichiarazione non menzionasse specificamente il Gruppo Wagner, osservatori russi hanno suggerito che l'obiettivo dei contratti fosse quello di sottoporre la compagnia militare privata e il suo leader, Evgenij Prigožin, a un maggior controllo da parte dello Stato. Questa mossa avrebbe effettivamente integrato la Wagner come un'unità subordinata all'interno della struttura di comando regolare, riducendo così l'influenza di Prigožin. Tuttavia, Prigožin ha rifiutato di firmare l'accordo, affermando l'incompetenza da parte di Šojgu. Secondo Meduza questo sviluppo avrebbe minato il controllo di Prigožin sul Gruppo Wagner e messo a rischio le operazioni redditizie del gruppo in Africa e oltre. Prigožin ha tentato senza successo di aggirare l'ordine di sottomissione intensificando al contempo le sue critiche al Ministero della Difesa. È arrivato persino ad auspicare l'esecuzione di Šojgu e a insinuare la possibilità di un'insurrezione popolare contro così definiti funzionari incapaci. Secondo alcuni commentatori, Prigožin credeva che Putin alla fine si sarebbe schierato con lui nella sua lotta contro il Ministero della Difesa se avesse avviato una vera e propria azione contro quest'ultimo.

## Ammutinamento

### Annuncio dell'ammutinamento
In un video pubblicato il 23 giugno 2023, Prigožin ha affermato che le giustificazioni del governo per invadere l'Ucraina erano basate su menzogne e che l'invasione era stata progettata per favorire gli interessi delle élite russe. Ha accusato il Ministero della Difesa di cercare di ingannare il pubblico e il presidente presentando l'Ucraina come un avversario aggressivo e ostile che, in collaborazione con la NATO, stava pianificando un attacco agli interessi russi. Prigožin ha anche affermato che Šojgu e il suo "clan di oligarchi" avevano motivazioni personali per avviare la guerra. Inoltre, ha sostenuto che il comando militare russo stesse intenzionalmente nascondendo il vero numero di soldati uccisi in Ucraina, con un numero di vittime che secondo Prigožin raggiungeva fino 1 000 morti in determinate giornate.
Successivamente, Prigožin ha diffuso un video su canali Telegram associati al Gruppo Wagner che mostrava presunti danni dopo un attacco missilistico a un campo del Gruppo. Prigožin ha quindi accusato il Ministero della Difesa russo di aver condotto l'attacco, affermando di aver ucciso 2 000 dei suoi combattenti. Il Ministero della Difesa ha negato le accuse di attaccare i campi retrostanti della Wagner, e l'Institute for the Study of War non è stato in grado di confermare l'autenticità del video, osservando che potrebbe essere stato creato a scopo puramente informativo.
Prigožin ha dichiarato l'inizio di un conflitto armato contro il Ministero della Difesa in un messaggio pubblicato sul canale Telegram del suo servizio stampa. Ha invitato le persone interessate a unirsi al conflitto contro il Ministero, accusando Šojgu di utilizzare artiglieria ed elicotteri per attaccare la Wagner. Inoltre, Prigožin ha affermato che Šojgu era fuggito "vigliaccamente" da Rostov sul Don alle nove di sera del 23 giugno. Come conseguenza alle azioni di Prigožin, il Servizio Federale di Sicurezza (FSB) avviò un procedimento legale contro Prigožin ai sensi dell'articolo 279 del Codice Penale, che riguarda la ribellione armata.
Surovikin e il generale di brigata Vladimir Alekseev hanno appellato i combattenti del Gruppo Wagner esortandoli a cessare le ostilità. Surovikin ha pronunciato le sue parole in quello che il Financial Times ha descritto come un "video in stile ostaggio" e, al 29 luglio, l'uomo rimaneva irrintracciabile. Il canale televisivo di stato Primo Canale Russia ha trasmesso un "bollettino straordinario" durante il quale la conduttrice Ekaterina Andreeva ha dichiarato che le affermazioni di Prigožin riguardo ai presunti attacchi delle forze militari regolari alle posizioni della Wagner erano false. In risposta alle dichiarazioni di Prigožin, le forze armate e la Guardia Nazionale russa hanno dispiegato veicoli corazzati sia a Mosca che a Rostov sul Don.

### Conquista di Rostov sul Don

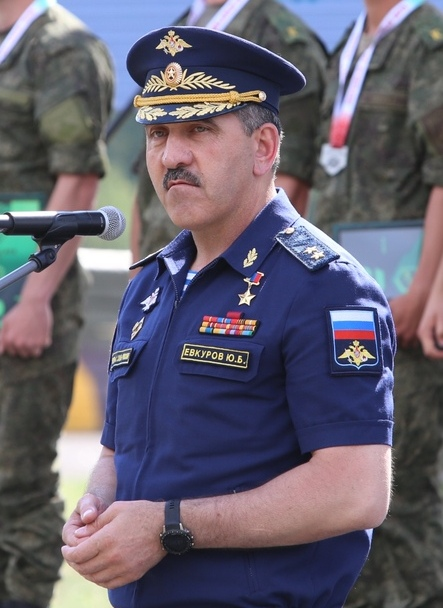
Junus-bek Evkurov nel 2019.

Nella prima mattinata del 24 giugno, le forze della Wagner varcarono il confine dell'Oblast' di Rostov dalla regione di Luhans'k e catturarono rapidamente Rostov sul Don, senza incontrare apparente opposizione. I soldati della Wagner presero il controllo della sede del Distretto Militare Meridionale, stabilendo un perimetro sicuro nelle strade adiacenti. In particolare, Prigožin è stato visto nel cortile dell'edificio.
Prigožin tenne un incontro con il Vice Ministro della Difesa Junus-bek Evkurov e il Vice Capo di Stato Maggiore Vladimir Alekseev presso la sede del Distretto Militare Meridionale, durante il quale Evkurov cercò invano di persuadere Prigožin a ritirare le sue truppe. Successivamente Prigožin assunse il comando mentre un distaccamento di diverse migliaia di combattenti del Gruppo Wagner avanzava verso Mosca.
Il 24 giugno l'amministrazione comunale ha consigliato ai residenti di restare a casa, ma non istituì misure antiterrorismo come nel caso di Mosca. I negozi ridussero le loro ore di apertura e si formarono lunghe code alle stazioni di servizio. Alcuni residenti cercarono di fare scorte di beni di prima necessità, mentre altri cercavano di lasciare la città, causando ingorghi stradali e lunghe file alla stazione ferroviaria. Alcuni residenti si radunarono nel centro città per incontrare i combattenti della Wagner; la maggioranza si mostrò favorevole, anche se alcuni si impegnarono in discussioni con loro mentre, secondo video e testimonianze presenti online, le forze della Wagner si dimostrarono amichevoli verso i residenti.
Nel pomeriggio del 24 giugno, vari video circolanti in rete mostravano un lungo convoglio di veicoli militari e civili che si dirigeva verso la città di Rostov sul Don, compresi presunti paramilitari ceceni (kadyroviti) con l'obiettivo di eventualmente affrontare le forze della Wagner. Lo scontro non avvenne, ma un comandante delle forze cecene disse in seguito che alcune delle sue squadre erano arrivate a una distanza di "500-700 metri dai combattenti della Wagner".

### Avanzata verso Mosca
Dopo che la Wagner si assicurò il controllo di Rostov sul Don, Prigožin divise le sue forze e ordinò a qualche migliaio di uomini di dirigersi verso Mosca. Le colonne corazzate della Wagner, composte da carri armati, veicoli corazzati, armi contraeree e camion civili, iniziarono ad avanzare rapidamente verso la capitale nelle prime ore del 24 giugno. Una colonna proveniente da Rostov, e un'altra proveniente dai territori occupati dell'Ucraina, avanzarono attraverso l'Oblast' di Voronež incontrando minima resistenza. Secondo una fonte vicina alla leadership della Repubblica Popolare di Doneck, il convoglio diretto a Mosca era composto da circa 5 000 combattenti, sotto la guida del comandante della Wagner Dmitrij Utkin. La colonna non si fermò ad occupare le città attraversate, sebbene possa aver preso il controllo di diverse basi aeree presenti nelle vicinanze dell'autostrada M4.
Fuori dalla capitale regionale di Voronezh, le truppe della Wagner furono attaccate da un elicottero delle forze aree russe. Tra il 23 e il 24 giugno l'aeronautica russa subì perdite significative nel confronto con le truppe della Wagner, con sei elicotteri e un aereo abbattuti. In totale almeno tredici militari russi sono stati uccisi. Secondo quanto riportato da Reuters, video presenti sui social media mostrarono sequenze di scontri tra le truppe della Wagner e l'esercito regolare russo nei pressi della città di Voronezh. Secondo alcune fonti, il Gruppo Wagner prese il controllo di tutte le strutture militari nella città.
La colonna di veicoli proseguì lungo l'autostrada M4 entrando nell'Oblast' di Lipeck, a circa 400 chilometri da Mosca. Successivamente, attraversarono anche la città di Elec. Nell'Oblast di Lipeck, le autorità locali demolirono deliberatamente le strade utilizzando escavatori nel tentativo di ostacolare l'avanzata del convoglio. Altre strade sono state invece bloccate con camion e autobus urbani. L'esercito russo stabilì linee di difesa lungo il fiume Oka (che scorre appena a sud di Mosca) bloccando il passaggio su svariati ponti.
Il convoglio di veicoli fermò la sua avanzata verso Mosca a solamente 200 chilometri di distanza dalla città, quando Prigožin comunicò ai suoi uomini la fine dell'ammutinamento.

## La reazione delle autorità federali
Alle 00:30 del 24 giugno "Pervyj kanal" ha trasmesso un telegiornale di emergenza della durata di diversi minuti. La conduttrice Ekaterina Andreeva ha letto i rapporti ufficiali del Ministero della difesa e del FSB, in cui gli ordini di Prigožin erano definiti "criminali e traditori". In risposta, Prigožin ha accusato Šojgu, che, a suo avviso, stava inviando in guerra soldati non addestrati, compresi i coscritti, di "omicidio di bambini". Allo stesso tempo, Prigožin ha affermato che se qualcuno si mette sulla sua strada "distruggeremo tutti".
Di notte, i social network russi hanno iniziato a bloccare i loro gruppi, i materiali relativi a Prigožin e le risorse del suo gruppo di media "Patriot". Inoltre, i media dell'azienda sono diventati inaccessibili agli utenti di alcuni fornitori e i mercati hanno iniziato a nascondere le merci con i simboli del Gruppo Wagner. I provider russi hanno iniziato a bloccare Google News, ha osservato "Storie importanti". Solo il 25% degli utenti ha avuto accesso alla risorsa. Come ha scritto l'esperto informatico Michail Klimaryov, il blocco è stato confermato per le regioni di Mosca, Oblast' di Mosca e Oblast' di Rostov.
Nelle città si è cominciato a rimuovere gli striscioni che invitavano a unirsi al Gruppo Wagner.
Alle 8:00 il ministero della difesa russo ha pubblicato un comunicato diretto ai mercenari del Gruppo Wagner con un appello alla "prudenza". L'appello affermava che i combattenti erano stati indotti a un Colpo di Stato armato, e che molti si erano già "resi conto del loro errore".
Verso le 09:00 Vladimir Putin, durante un discorso sui canali della televisione di stato, ha definito la ribellione "tradimento", nonché una "pugnalata alle spalle", confrontando la situazione con il 1917, e ha promesso che tutti coloro che si sarebbero imbarcati sulla via della ribellione "subiranno l'inevitabile castigo". Putin ha diviso i partecipanti alla rivolta armata in "eroi che combattono al fronte" e in "ribelli che li hanno traditi" – "il loro nome e la loro gloria sono stati traditi da coloro che hanno organizzato la ribellione"; allo stesso tempo, non ha menzionato Evgenij Prigožin né il Gruppo Wagner.
I leader regionali e i deputati della Duma di Stato, dopo l'appello di Vladimir Putin, hanno iniziato a pubblicare lo stesso tipo di post nei loro social network a suo sostegno. Il vicepresidente del Consiglio di sicurezza della Federazione Russa, Dmitrij Medvedev, ha affermato che dalla parte dei ribelli partecipano anche combattenti che in precedenza hanno prestato servizio nelle unità d'élite delle forze armate russe. Evgenij Prigožin ha commentato l'appello di Vladimir Putin: "Il presidente si è profondamente sbagliato sul tradimento della madrepatria [...] E nessuno si costituirà su richiesta del presidente, del FSB o di chiunque altro".

## La situazione nelle regioni

### Oblast' di Rostov
Secondo l'intelligence militare britannica, i combattenti della CMP Wagner hanno attraversato il confine dalle parti dell'Ucraina occupate dai russi in almeno due punti. La notte del 24 giugno, Evgenij Prigožin annunciò che le sue truppe stavano entrando a Rostov sul Don. Ha affermato che i coscritti delle forze armate della Federazione Russa, che avrebbero dovuto impedire l'avanzata delle truppe del Gruppo Wagner, "si sono fatti da parte".
L'intelligence britannica nella sua pubblicazione quotidiana ha notato che i "wagneriani" "quasi certamente" occupavano installazioni di sicurezza chiave a Rostov-sul-Don, compreso il quartier generale del distretto militare meridionale delle forze armate dell'FR, che dirige le operazioni militari russe in Ucraina. Presso la sede del distretto militare meridionale, Evgenij Prigožin ha incontrato il vice ministro della difesa Junus-bek Bamatgireevič Evkurov e il primo vice capo della direttorato generale (intelligence) dello Stato Maggiore Vladimir Alekseev. In una conversazione, Prigožin ha affermato che fino a quando non "avrà" il capo dello Stato Maggiore Valerij Gerasimov e il ministro della difesa Sergej Šojgu, i suoi combattenti "bloccheranno la città di Rostov" e "andranno a Mosca". Separatamente, Prigožin ha annunciato il controllo delle strutture militari a Rostov e che le azioni della CMP Wagner non impediscono la continuazione della guerra tra Russia e Ucraina.
Le autorità dell'Oblast' di Rostov alle 3:00 del mattino (4:00 a Mosca) hanno chiesto ai residenti di non uscire di casa, tuttavia il centro città fu affollato. I negozi a Rostov sul Don hanno ridotto l'orario di apertura, c'è carenza di prodotti alimentari. C'erano code alle stazioni di servizio e code di coloro che desideravano partire formate alla stazione ferroviaria suburbana. La principale stazione degli autobus della città ha continuato a funzionare, ma è stato riferito che tutte le linee di autobus sono state cancellate per il 24 giugno e la vendita dei biglietti è stata interrotta.
Secondo Novaja Gazeta Evroppa, i mercenari della CMP hanno bloccato gli ufficiali SOBR e OMON nelle loro basi, gli ufficiali della Guardia Nazionale sono stati bloccati nei loro veicoli per il trasporto di combattenti. Il PMC sta creando un perimetro difensivo nel centro della città vicino a edifici chiave. In mattinata, Ramzan Kadyrov ha detto che i combattenti del Ministero della difesa e della Guardia Nazionale della Repubblica Cecena erano partiti per la “zona di tensione”. Nel pomeriggio, vicino al villaggio di Matveev Kurgan, situato a 50 km da Taganrog, è stata notata una colonna della "Guardia di Kadyrov", che comprendeva veicoli blindati, auto e camion militari. In precedenza, i mercenari della CMP "Wagner" hanno bloccato l'ingresso a Rostov sul Don da Taganrog. Verso le 15:00 (16:00 a Mosca) le colonne di "Akhmat" entrarono a Rostov.

### Oblast' di Voronež
Dopo aver attraversato il confine tra l'Oblast' di Luhans'k e l'Oblast' di Rostov nella notte del 24 giugno, uno dei Gruppi del CMP Wagner, insieme a Prigožin, si è recato a Rostov-sul-Don, altre unità della compagnia militare privata hanno iniziato a spostarsi a nord attraverso l'Oblast' di Voronež verso Mosca. In mattinata sono stati segnalati movimenti di equipaggiamento militare di origine sconosciuta lungo l'autostrada federale M-4 "Don" in direzione di Voronež. Il governatore dell'Oblast' di Voronež, Aleksandr Gusev, ha inizialmente definito "imprecise" le informazioni sulla promozione di attrezzature militari da parte della CMP Wagner e ha minacciato di responsabilità penale per la sua diffusione. Successivamente, il governatore ha annunciato la cancellazione di tutti i prossimi eventi pubblici nella regione e il blocco dell'autostrada M4 Don nel tratto dal km 464 al km 777. In mattinata, il Comitato nazionale antiterrorismo (CNA) ha annunciato l'introduzione di una modalità operativa antiterrorismo nell'Oblast'.
Intorno a mezzogiorno, il governatore ha scritto che nell'Oblast' erano in corso "misure operative e di combattimento". Un camion è stato distrutto dall'aviazione (non si sa se appartenesse alla CMP). Un elicottero è stato abbattuto dal fuoco di risposta, si è schiantato nel sobborgo di Voronež, il villaggio di Bjabjakovo. A 120 km da Voronež, nel villaggio di lavoro di Talovaja, i "wagneriani" abbatterono un elicottero Ka-52. Ci furono anche battaglie nell'area dei villaggi di Rogačëvka e Verchnij Mamon.
Intorno alle 11:20 (12:20 a Mosca), un deposito di petrolio a Voronež ha preso fuoco dopo che i mercenari hanno cercato di abbattere un elicottero Ka-52 dal sistema di difesa aerea Strela-10 e hanno mancato. La deviazione del missile dall'elicottero potrebbe essersi verificata a seguito dell'operazione del complesso da guerra elettronica aviotrasportata L-370 Vitebsk. I militari hanno anche fatto saltare un ponte stradale sull'autostrada del Don, a 2 km dalla città di Boguchar, che fungeva da interscambio tra l'autostrada e le strade regionali. È possibile che in questo caso sia stata utilizzata l'autobomba FAB-500. Di conseguenza, un'auto privata di passaggio è stata danneggiata, una coppia sposata e un bambino sono rimasti feriti. Nel pomeriggio a Voronež, nel parcheggio del complesso residenziale "Ozerki" (rajon di Levoberežnyj, microrajon), è caduta una granata, sono state danneggiate 11 auto e l'asfalto.

### Oblast' di Lipeck
La mattina del 24 giugno, le autorità dell'Oblast' di Lipeck hanno deciso di cancellare tutti gli eventi pubblici nell'Oblast'. Poco dopo, le autorità hanno esortato “per garantire l'ordine pubblico e la sicurezza” a non uscire di casa “se non in caso di assoluta necessità” e ad “astenersi da qualsiasi spostamento con mezzi propri o pubblici”. Una colonna del CMP Wagner che si muoveva lungo l'autostrada M4 verso Mosca è stata vista nell'Oblast' di Lipeck intorno a mezzogiorno. Intorno alle 14:00 (15:00 a Mosca), si è saputo che una o più colonne, in cui, secondo varie fonti, potevano esserci da 150 a 400 veicoli, passavano per Elec. Secondo la pubblicazione "Vërstk", i mercenari hanno cercato di aggirare la città attraverso strade locali e regionali. Nell'Oblast' di Lipeck, le autorità hanno bloccato il ponte sul Don con un BELAZ e hanno deliberatamente distrutto alcune strade con escavatori.

### Oblast' di Mosca
La mattina del 24 giugno, il sindaco di Mosca Sergej Sobjanin e il governatore dell'Oblast' di Mosca Andrej Vorob'ëv hanno annunciato misure antiterrorismo nella città e nell'Oblast'. Successivamente, il Comitato nazionale antiterrorismo (CNA) ha annunciato l'introduzione di una modalità di operazioni antiterrorismo a Mosca, nell'Oblast' di Mosca e nell'Oblast' di Voronež. Nell'Oblast' di Mosca, il traffico è stato limitato sui ponti sul fiume Oka: al 118º km dell'autostrada M4 "Don"; al 115º km dell'autostrada M5 "Ural", al 103º km dell'autostrada M2 "Crimea".
Secondo "Sistema", il progetto investigativo di Nastojaščee Vremja e Radio Free Europe, almeno tre velivoli del Distaccamento aereo speciale "Russia" sono volati da Mosca verso San Pietroburgo:
- L'Il-96 presidenziale con numero di coda RA-96022 iniziò a scendere nell'Oblast' di Tver', dopodiché spense il transponder e scomparve dal radar. Ciò potrebbe indicare che l'aereo si sta dirigendo verso l'aeroporto militare Chotilovo-2, che si trova non lontano dalla residenza Barbe lunghe. Secondo "Važnyje istorii", l'Il-96 presidenziale con numero di coda RA-96022 è dotato di equipaggiamento per il comando e il controllo delle Forze Armate;
- Il Tu-214 numero di coda RA-64520 diretto a San Pietroburgo;
- L'Airbus A319 numero di coda RA-73025 è atterrato all'Aeroporto di San Pietroburgo-Pulkovo alle 14:01 (15:01 a San Pietroburgo). In precedenza, questo consiglio era utilizzato dal capo del Ministero degli affari esteri russo Sergej Lavrov.

L'addetto stampa del presidente della Russia Dmitrij Peskov, in un commento all'agenzia ITAR-TASS, ha affermato che Putin "lavora al Cremlino".
Inoltre, sono apparse informazioni sulla partenza da Mosca di aerei con il primo ministro russo Michail Mišustin e il vice primo ministro Denis Manturov. Successivamente, il servizio stampa di Mišustin ha riferito che il primo ministro era sul posto di lavoro e stava tenendo riunioni con membri del governo. I dati sul luogo in cui si trovava Mišustin, il cui aereo, secondo i canali Telegram, volava in Turchia, non erano disponibili da "Sistema".

### Altre regioni
Il 24 giugno, a San Pietroburgo, presso gli indirizzi associati a Prigožin – Centro Wagner, l'ufficio del gruppo di media "Patriot" i funzionari della sicurezza hanno iniziato perquisizioni. Inoltre, nell'ambito delle perquisizioni nell'Hotel Trezini, di proprietà di Prigožin, le forze di sicurezza hanno sequestrato 4 miliardi di rubli da tre auto, che, secondo Prigožin, erano destinate ai pagamenti ai mercenari della CMP "Wagner" e ai parenti delle vittime. All'aeroporto di Pulkovo, l'aereo e l'elicottero noleggiati dalle strutture di Prigožin sono stati sigillati.
Nel pomeriggio del 24 giugno, il governatore dell'Oblast' di Kaluga, Vladislav Šapša, ha annunciato che la circolazione delle auto con soggetti vicini è limitata nell'Oblast': dalle Oblast' di Tula, Brjansk, Orël e Smolensk. Le restrizioni non riguarderanno solo le comunicazioni con l'Oblast' di Mosca.
Sempre il 24 giugno, tutti gli eventi di massa sono stati cancellati in diverse Oblast' della Russia.

## Risoluzione
Le negoziazioni con Prigožin sarebbero state condotte da Anton Vajno, capo di stato maggiore, Nikolaj Patrušev, segretario del Consiglio di sicurezza, e Boris Gryzlov, ambasciatore russo in Bielorussia. Prigožin insistette fortemente affinché funzionari di alto rango partecipassero alle negoziazioni e il rifiuto di Putin di impegnarsi aprì la strada all'intervento del presidente bielorusso Aljaksandr Lukašėnka. Si riferisce al fatto che Lukašėnka abbia parlato con Prigožin su richiesta di Putin, agendo come mediatore per raggiungere un accordo. L'accordo prevedeva che i combattenti della Wagner cessassero l'avanzata e tornassero alla loro base in cambio di una garanzia sulla loro incolumità e sicurezza.

In una dichiarazione audio, Prigožin ha affermato di aver accettato l'accordo per evitare possibili spargimenti di sangue, ripresentando le sue motivazioni per la ribellione, sottolineando come quest'ultima non si trattasse di un tentativo di colpo di Stato:
"Volevano sciogliere la compagnia militare Wagner. Abbiamo intrapreso una marcia di giustizia il 23 giugno. In 24 ore siamo arrivati a soli 200 chilometri da Mosca. Durante questo tempo, non abbiamo versato nemmeno una goccia di sangue dei nostri combattenti. Ora è arrivato il momento in cui il sangue potrebbe essere versato. Capendo la responsabilità [per la possibilità] che il sangue russo venga versato, stiamo girando le nostre colonne e tornando ai campi come pianificato."

— Evgenij Prigožin, dichiarazione ufficiale pubblicata sul canale Telegram del servizio stampa della Wagner.
Intorno alle 23:00 (GMT+3) del 24 giugno, il Gruppo Wagner inizia il ritiro delle sue forze da Rostov sul Don. I residenti di Rostov sul Don hanno applaudito alle truppe della Wagner mentre lasciavano la città e alcuni si sono avvicinati al veicolo di Prigožin cercando di parlare con lui. Quando gli fu chiesto di commentare l'esito della rivolta nell'ultimo video conosciuto di lui durante la ribellione, Prigožin rispose: "È normale, abbiamo rallegrato tutti". Il 25 giugno, le forze della Wagner si sono ritirate anche dalla città di Voronež.

## Esito e conseguenze
In seguito alla mediazione del presidente bielorusso, nella serata del 24 giugno, Prigožin ha accettato di ritirare le proprie truppe per evitare "spargimenti di sangue russo", trasferendosi in Bielorussia.
Nei giorni successivi al tentato golpe, si è fatta viva l'ipotesi che in cambio dello stop all'avanzata Putin avesse promesso a Prigožin la cacciata di alcuni generali russi e del ministro della difesa Šojgu, ma nulla di ciò è avvenuto. Ai mercenari del gruppo è stato permesso di scegliere se restare nella Wagner o entrare a fare parte delle truppe regolari russe. Quelli che hanno voluto seguire Prigožin sono anche loro attualmente in territorio bielorusso, ufficialmente per manovre di esercitazione con le forze speciali e l'esercito della Bielorussia in alcuni campi militari nei pressi della città di Brest. Per rispondere alla minaccia da parte dei mercenari Wagner in Bielorussia, il 21 luglio la Polonia ha annunciato di voler ridistribuire alcune divisioni del suo esercito al confine orientale per prevenire un'eventuale invasione del Paese Nato.
Il 23 luglio, in una visita di Lukašėnka a Putin a San Pietroburgo, il presidente bielorusso si è detto "stressato" dalla volontà del gruppo Wagner di voler "fare un'escursione a Rzeszów e marciare su Varsavia" e ha inoltre accusando la Polonia di voler smembrare l'Ucraina in due parti, prendendo possesso di quella occidentale intervenendo direttamente nella guerra in corso.

## Giudizi
Secondo l'Institute for the Study of War, Evgenij Prigožin credeva erroneamente che avrebbe ottenuto il sostegno di Putin in un ammutinamento militare contro il ministero della difesa russo, dati i difficili rapporti del presidente russo con il ministro della difesa. Gli esperti dell'IIV hanno definito improbabile il sostegno di Putin a Prigožin. Ultimamente Putin è diventato più solidale con la leadership del Ministero della difesa e la reazione del Cremlino alle azioni di Prigožin è una prova della condanna della ribellione nella cerchia di Putin.
Il controllo indipendente di Prigožin sulla propria CMP "Wagner" faceva parte del suo piano per diventare una figura chiave nel movimento ultranazionalista russo. Prigožin è andato da tempo oltre le norme esistenti che limitano le critiche alla leadership russa. Prigožin ha goduto del successo della sua CMP a Bachmut e nei dintorni, guadagnandosi così una grande influenza. Probabilmente questa influenza è diminuita da quando il Gruppo Wagner si è ritirato nelle retrovie il 21 maggio dopo la cattura di Bachmut. Il Ministero della difesa ha ordinato alla Wagner di firmare contratti con il Ministero della difesa per la completa subordinazione dei mercenari allo stesso, e questo passo è stato probabilmente compiuto per sfruttare la possibilità di indebolire l'influenza di Prigožin con l'ulteriore inclusione di Combattenti nei ranghi delle forze armate russe.
La subordinazione del Gruppo al Ministero della difesa rappresenterebbe la perdita del controllo di Prigožin sulla sua struttura militare personale e della possibilità di evitare le conseguenze di dure dichiarazioni pubbliche rivolte alla dirigenza del Ministero della difesa. È stato riferito che il Ministero della difesa ha emesso un ultimatum alla CMP: la subordinazione del Ministero della difesa o il riconoscimento della presenza della CMP nella zona dell'Invasione russa dell'Ucraina come illegale. Il Ministero rifiutato categoricamente la possibilità di creare i propri contratti con Wagner. Alla luce di questi fattori e dello stallo, Prigožin ha probabilmente scelto la via della resistenza attiva.
Evgenij Prigožin all'inizio della ribellione ha invitato l'intero esercito russo e tutta la Russia a unirsi a lui nel tentativo di rimuovere il governo militare putinista. Le richieste di Prigožin per la ripresa delle forniture di munizioni per il Gruppo Wagner indicano che la CMP probabilmente non ha il supporto materiale necessario per rovesciare la leadership del Ministero della difesa, e quindi si presumeva che parte dell'esercito del Ministero della difesa russo con le loro munizioni avrebbero dovuto sostenere una ribellione armata.
L'esito desiderato della rivolta di Prigožin dipende anche dal suo riconoscimento da parte di alti ufficiali russi e personale militare. Prigožin ha cercato di ottenere sostegno militare approfittando del risentimento degli ufficiali di lunga data per le pesanti perdite della Russia in Ucraina, accusando Sergej Šojgu e Valerij Gerasimov di aver inviato inutilmente decine di migliaia di truppe russe alla morte e chiedendo che Šojgu e Gerasimov fossero ritenuti responsabili per il “genocidio del popolo russo”.
Prigožin ha sbagliato i calcoli poiché il presunto alleato di Wagner, Sergej Surovikin, ha esortato i soldati delle CMP a disobbedire agli ordini di Prigožin. Il rifiuto di Surovikin è stato un duro colpo per i piani di Prigožin. Altri ufficiali di alto rango associati e solidali con Wagner molto probabilmente non sosterrebbero l'ammutinamento in un tale ambiente. Anche se la CMP Wagner fosse stata in grado di rimuovere la leadership militare con la forza, è improbabile che Putin sarebbe stato d'accordo con questo risultato. L'allontanamento forzato dei sostenitori di Putin nel Ministero della difesa (Šojgu e Valerij Gerasimov) causerebbe gravi danni alla stabilità e all'autorità del governo di Putin.
L'intelligence militare britannica il 24 giugno ha fornito la seguente valutazione della situazione: "Nelle prossime ore, la lealtà delle forze di sicurezza russe, e in particolare della Guardia nazionale russa, sarà la chiave di come si svilupperà questa crisi. Ciò rappresenta la sfida più significativa per lo Stato russo negli ultimi tempi".
L'Institute for the Study of War il 24 giugno ha valutato gli eventi associati all'ammutinamento militare di Evgenij Prigožin. Il ministero della difesa russo ha accusato la rivolta armata di Prigožin di aver consentito alle forze armate ucraine di lanciare un'offensiva di successo in mezzo ai disordini interni in Russia. Fonti russe hanno ampiamente espresso la preoccupazione che la rivolta possa minare la capacità delle truppe russe di difendersi dalla controffensiva ucraina, ma molti blogger militari hanno affermato che le truppe russe hanno continuato a respingere gli attacchi ucraini. Prigožin potrebbe anche aver inteso utilizzare la cattura del quartier generale del distretto militare meridionale e l'interruzione della leadership delle operazioni russe in Ucraina come leva nel suo conflitto con il Ministero della difesa, e quindi non ha ordinato un assalto al quartier generale di Ministero della difesa, che avrebbe potuto portare a gravi conseguenze tattiche in Ucraina. Tuttavia, la rivolta di Prigožin ha dimostrato che le truppe russe mancavano di riserve in molte aree arretrate e quasi certamente avrebbero minato il morale del personale russo in Ucraina.
Le agenzie di sicurezza interna del Cremlino non hanno risposto all'occupazione da parte dell'esercito privato di Prigožin del quartier generale del distretto militare meridionale, per marciare su Mosca, e il Gruppo Wagner avrebbe probabilmente potuto raggiungere la periferia di Mosca se Prigožin non avesse deciso di dare il contrordine.
Prigožin ha tentato di giustificare la sua rivolta armata accusando il ministero della difesa russo, vale a dire il ministro Sergej Šojgu e il capo di stato maggiore dell'esercito russo Valerij Gerasimov, di aver inflitto perdite irreversibili all'esercito russo sul campo di battaglia e di aver attaccato la base dei "wagneriti", ma, in particolare, non ha criticato Putin. Prigožin potrebbe aver deliberatamente inventato la propria scusa per consentire a Putin di usare pubblicamente Šojgu e Gerasimov come capri espiatori per l'invasione dell'Ucraina. Putin, tuttavia, ha denunciato indirettamente Prigožin durante il suo discorso televisivo la mattina del 24 giugno, accusandolo di aver dato inizio a una ribellione armata. La dura presa di posizione di Vladimir Putin indica che rimane fedele al Ministero della difesa russo nonostante le numerose battute d'arresto militari. È stato anche osservato che Putin era positivo riguardo alle azioni del Ministero della difesa russo per formalizzare e sottomettere le unità militari irregolari, e non faceva affidamento su attori indipendenti come il gruppo Wagner, come voleva Prigožin.
L'accordo mediato da Lukašėnka, in parte, priva Prigožin del controllo sul gruppo Wagner in cambio della caduta delle accuse penali di ribellione e tradimento. L'accordo, se fatto nel modo in cui lo ha formulato Peskov, porterebbe alcuni membri del gruppo Wagner sotto il ministero della difesa russo, cosa che Šojgu aveva a lungo desiderato. La posizione di Putin su Šojgu e Gerasimov rimane poco chiara in questo momento, e Peskov ha chiarito che qualsiasi rimpasto militare è solo una decisione di Putin e "improbabile" è stata discussa durante i colloqui.
La rivolta armata di Prigožin ha minato il sostegno esistente nei suoi confronti, costringendo le autorità regionali affiliate a Wagner e le organizzazioni di reclutamento a denunciare le azioni di Prigožin. Quest'ultimo potrebbe aver fatto affidamento in precedenza sull'Unione dei volontari del Donbass per accedere al pool di talenti della comunità ultranazionalista russa. Le azioni di Prigožin hanno fatto arrabbiare molti dei suoi dipendenti della compagnia militare e ultranazionalisti che simpatizzavano a lui, perché non ha portato a termine il tentativo di marciare su Mosca. Un blogger militare associato a Wagner ha affermato che quest'ultima si stava preparando in anticipo per una marcia su Mosca e intendeva provocare l'evacuazione di alti funzionari e dirigenti dalla città. Le critiche di Prigožin probabilmente riflettono il diffuso malcontento dei suoi sostenitori nello spazio mediatico che in precedenza sostenevano la sua insurrezione. È probabile che il presunto accordo raggiunto da Prigožin con Lukašėnka e il Cremlino non piaccia ai dipendenti della Wagner, poiché, secondo l'accordo, la porrebbe in posizione subordinata al Ministero della difesa.
Il servizio stampa del presidente della Bielorussia ha annunciato che Putin ha informato Lukašėnka sulla situazione in corso nella Russia meridionale la mattina del 24 giugno, suggerendo che Putin si fosse rivolto a Lukašėnka per sedare la ribellione armata. Secondo quanto riferito, Lukašėnka ha usato i propri canali per negoziare con Prigožin. I rapporti sull'accesso di Lukašėnka a canali precedentemente stabiliti e negoziati riusciti con Prigožin indicano probabilmente che Lukašėnka ha una vaga influenza su Prigožin che può utilizzare per ridurre la situazione. Lukašėnka cercherà probabilmente di utilizzare la riduzione della rivolta armata per promuovere i propri obiettivi politici, come ritardare la formalizzazione del progetto di uno Stato unito tra Federazione Russa e Bielorussia o impedire a Putin di utilizzare le forze bielorusse in Ucraina.
I suggerimenti che la ribellione di Prigožin, la reazione del Cremlino e la mediazione di Lukašėnka siano state inscenate dal Cremlino sono assurde secondo l'Institute for the Study of War. Le immagini di Putin che appare sulla televisione nazionale per chiedere la fine della rivolta armata e poi chiede la mediazione di un leader straniero per risolvere la rivolta avrà un effetto a lungo termine. La rivolta ha messo in luce la debolezza delle forze di sicurezza russe e ha dimostrato l'incapacità di Putin di usare le forze armate nazionali in modo tempestivo per respingere una minaccia interna e ha minato ulteriormente la sua credibilità. La rapida avanzata di Prigožin su Mosca ha screditato gran parte delle forze regolari russe e ha mostrato a funzionari delle forze dell'ordine, capi di corporazioni statali e altre figure chiave del governo russo che le forze militari private, indipendenti dall'apparato statale centrale, possono avere un'efficacia impressionante. L'ammutinamento della Wagner ha anche messo in luce il degrado delle riserve militari russe, che sono quasi interamente impegnate a combattere in Ucraina, e i pericoli di affidarsi ai coscritti per difendere i confini della Russia. Infine, la sorpresa del Cremlino per le azioni di Prigožin riflette la debole performance del servizio di intelligence, la FSB.
Secondo l'Institute for the Study of War, la rivolta di Prigožin e la risoluzione degli eventi del 23 e 24 giugno potrebbero causare danni significativi al governo di Putin e alle azioni militari della Russia in Ucraina.